# الحملة الفارسية
الحملة الفارسية (بالفارسية: اشغال ایران در جنگ جهانی اول) وهي سلسلة من الاشتباكات في منطقة أذربيجان الإيرانية شملت قوات الدولة العثمانية ضد قوات الإمبراطورية البريطانية والإمبراطورية الروسية، وشملت أيضًا عناصر السكان الفارسيين المحليين، بدءًا من ديسمبر 1914 وانتهاء بهدنة مودروس في 30 أكتوبر 1918، كجزء من مسرح الشرق الأوسط من الحرب العالمية الأولى.
كانت الحرب ككل تجربة مدمرة ومهينة لبلاد فارس وشعبها. مات أكثر من 2,000,000 مدني إما مباشرة في القتال أو الإبادة الجماعية التي ارتكبها العثمانيين أو نتيجة المجاعة في الفترة 1917-1919 التي تسببت بها الحروب. أدى عجز الدولة القاجارية عن الحفاظ على سيادة البلاد خلال الحرب وبعدها مباشرة إلى انقلاب عام 1921 في إيران بتوجيه من البريطانيين وإنشاء رضا بهلوي للدولة البهلوية.

## خلفية تاريخية
كانت بلاد فارس محايدة رسميًا في الحرب العالمية الأولى غير أن المدنيين الفرس والقوات المسلحة للبلد تأثروا مباشرة بالتنافس الاستعماري قبل الحرب بين قوات الحلفاء وقوى المركز. واستندت مصالح القوة الأجنبية في بلاد فارس إلى الموقع الاستراتيجي للبلاد بين الهند البريطانية والإمبراطورية الروسية وأفغانستان والدولة العثمانية وبشكل متزايد خلال أواخر القرن التاسع عشر وأوائل القرن العشرين إلى احتياطيات النفط الكبيرة في البلاد.
وفي الحلف الأنجلو الروسي لعام 1907، وافقت الحكومتان الإمبرياليتان لروسيا وبريطانيا على تقسيم بلاد فارس بينهما، إذ طالب الروس بشمال بلاد فارس، وهي الجزء المجاور لأراضيهم التي جرى غزوها سابقاً في منطقة ما وراء القوقاز، وطالب البريطانيون بالجنوب الذي كان يحد الهند البريطانية. توجت معاهدة عام 1907 عدة عقود من اللعبة الكبرى بين الروس والبريطانيين. جرى التوقيع على المعاهدة في وقت كان فيه التوسع الإمبراطوري الألماني في المنطقة جارياً وخدمت الاتفاقية كلاً من روسيا وبريطانيا من خلال توفير ثقل موازن لزيادة النفوذ الإقليمي الألماني والتوسع المستقبلي المحتمل في المنطقة.
أنشأت الإمبراطورية الألمانية مكتب استخباراتها للشرق عشية الحرب العالمية الأولى، مكرساً لتعزيز وإدامة الخصومات والإثارات التخريبية والقومية في الهند البريطانية والدول القمرية الفارسية والمصرية. وكان المكتب متورطًا في مهمات استخباراتية وتخريبية إلى بلاد فارس وأفغانستان لتفكيك حلف الأنجلو الروسي. وقاد عمليات المكتب في بلاد فارس فيلهلم فاسمس. كان الألمان يأملون في تحرير بلاد فارس من النفوذ البريطاني والروسي وخلق وقيعة بين روسيا والبريطانيين، ما يؤدي في نهاية المطاف إلى غزو الهند البريطانية من قبل الجيوش المنظمة محليًا.
كان الهدف الاستراتيجي العسكري للدولة العثمانية هو قطع وصول روسيا إلى الموارد الهيدروكربونية حول بحر قزوين. وبانحيازها مع الألمان، أرادت الدولة العثمانية تقويض تأثير الوفاق في هذه المنطقة، ولكن لسبب مختلف تمامًا. وادعى وزير الحرب العثماني، أنور باشا، أنه إذا كان من الممكن ضرب الروس في المدن الرئيسية في بلاد فارس، فقد يُفتح الطريق أمام أذربيجان وآسيا الوسطى والهند. تصور أنور باشا تعاونًا موسعًا بين هذه الدول القومية المنشأة حديثًا، إذا ما أُبعدت عن النفوذ الغربي. كان هذا مشروعه الطوراني، وقد استند موقفه السياسي إلى افتراض أن أيًا من القوى الاستعمارية لم يكن يملك الموارد اللازمة لتحمل ضغوط الحرب العالمية والحفاظ على حكمها المباشر في مستعمراتها الآسيوية. على الرغم من أن الحركات القومية في جميع أنحاء العالم الاستعماري أدت إلى اضطرابات سياسية في جميع المستعمرات تقريبًا في آسيا خلال الحرب العالمية الأولى وفترة ما بين الحربين العالميتين، لم يتحقق إنهاء الاستعمار على نطاق طموحات أنور. ومع ذلك، واصل أنور باشا طموحه بعد تقسيم الدولة العثمانية من قبل قوى الوفاق المنتصرة حتى وفاته في 4 أغسطس 1922.
في عام 1914، قبل الحرب، تعاقدت الحكومة البريطانية مع شركة النفط الأنجلو-إيرانية لتوريد النفط للبحرية. كانت شركة أنجلو الفارسية للنفط في المسار المقترح لمشروع أنور: كانت للبريطانيين الحقوق الحصرية في العمل في الرواسب النفطية في جميع أنحاء الإمبراطورية الفارسية باستثناء مقاطعات أذربيجان وجيلان ومازنداران وأستر أباد وخراسان.

## القوات
أنشئت القوات الفارسية حول مناطق معينة، بدلًا من قوة واحدة. وكل مقاطعة (مثل قوات الدولة) تقدم كتائب، ولكل مقاطعة عدة كتائب. وكل مقاطعة تعتمد على التجمع القبلي، الذي يوفر كتيبة أو كتيبتين عادة تحت قيادته. كان قوام الكتائب يتراوح بين 600 و 800 فرد. وكانت لديهم بطاريات مدفعية تراوحت قوتها بين أربعة وثمانية مدافع. وبلغ عدد القوات غير النظامية حوالي 000 50 فرد في كل مقاطعة، وتتألف الرتب من فرسان قبليين وعدد غير مؤكد من المشاة، وجميعهم غير جيدي التسليح. ولم يكن غريبًا أن يغير الزعماء، الذين يسيطرون على الكتائب، اتجاهاتهم. وكان بعض هذه القوات من رجال قبائل قشقاي، وتانغستاني، ولارستاني، وخمسة. كما كان لدى الحكومة المركزية الفارسية قوات الدرك التابعة للحكومة المركزية الفارسية، والتي كان بها ضباط سويديون وتتألف من نحو 6000 جندي. ولم يُحمل سوى 2000 من أصل 6000 على الفرس. كانوا في ستة أفواج، كل كتيبة من تسع كتائب، وكان تسليحهم يشمل بنادق ماوزر، واثني عشر مدفعًا رشاشًا، وأربعة مدافع جبلية. تم تفريق القوات الفارسية في طهران وكازفين (غزفين) وحمدان بهدف إبقاء الطرق الرئيسية في البلاد، والتي تغطي مسافة تقدر بـ 930 ميلًا، تحت السيطرة الفارسية.
في عام 1914، أمر أنور باشا المقدم كاظم بك، قائد قوة الاستطلاع الأولى (11 ديسمبر) والمقدم خليل بك، قائد القوة الاستطلاعية الخامسة (25 ديسمبر): «واجبك هو التحرك مع فرقتك نحو بلاد فارس والمضي قدمًا عبر تبريز إلى داغستان، حيث ستشعل تمردًا عامًا وتصد الروس من شواطئ بحر قزوين».
نفذ العمليات الألمانية فيلهلم فاسمس والكونت كاونيتز. كان فاسمس، المعروف باسم لورانس الألماني، مسؤولًا قنصليًا ألمانيًا في بلاد فارس يحب الصحراء، وكان يرتدي الجلباب المتدلي لرجل قبيلة صحراوي. أقنع رؤساءه في القسطنطينية أنه يمكن أن يقود القبائل الفارسية في ثورة ضد بريطانيا.
في عام 1914، كان للجيش الهندي البريطاني عدة وحدات تقع في منطقة النفوذ الجنوبي. وكان لبريطانيا خبرة واسعة في التعامل مع القوى القبلية بسبب التجربة الهندية. في نهاية عام 1917، أُنشئت قوة بريطانية برئاسة اللواء ليونيل دنسترفيل. وصل إلى بغداد لتولي القيادة في 18 يناير 1918. بلغ عدد القوات البريطانية لدنسترفيل في نهاية المطاف نحو 1000 جندي. وكانت مدعومة ببطارية مدفعية ميدانية، وقسم من الرشاشات، وثلاث سيارات مدرعة، وكذلك طائرتين. وإلى جانب المستشفيات الميدانية المتنقلة، وضباط الأركان، وموظفي المقر، وما إلى ذلك، ترتب أن يكون عدد القوة الإجمالية نحو 300 1 شخص. أمر دنسترفيل بـ «الانتقال من بلاد ما بين النهرين عبر بلاد فارس إلى ميناء أنزالي، ثم الصعود على متن السفينة إلى باكو وما بعده». وفي عام 1916، شكّل البريطانيون البنادق الفارسية الجنوبية لحماية مصالحهم في بلاد فارس.
كانت روسيا قد أنشأت قواتها في المنطقة منذ فترة طويلة. وتمركز هناك لواء القوزاق الفارسي ووحدة صغيرة من الجيش الروسي القوقازي تحت قيادة الجنرال الأرمني توماس نزاربيكيان. وتألف لواء القوزاق من ثمانية أسراب وكتيبة صغيرة من المشاة وبطارية حصان من ستة مدافع كروب؛ لم يتجاوز مجموع قوتهم 2000. وإلى جانب هذه القوة، حصلت روسيا في عام 1912 على موافقة رسمية من الحكومة الفارسية على تشكيل لواء قوزاق مماثل في تبريز تحت قيادة الضباط الروس. أعطيت موافقة الحكومة كشرط لانسحاب القوات الروسية في أذربيجان الفارسية التي لم تفعل ذلك في بداية الحرب العظمى. كما نقل الروس مفرزة من وحدات المتطوعين الأرمن تحت قيادة أندرانيك أوزانيان إلى هذه المنطقة.

## ساحة المعركة
وقعت الاشتباكات في أذربيجان الفارسية الشمالية، التي تضم مقاطعات أذربيجان الشرقية وأذربيجان الغربية وأردبيل، وفي مدن شملت تبريز وأورميا وأردبيل ومراغة ومرند ومهاباد وخوي.

## العمليات

### تمهيد
واجهت الحكومة الفارسية المركزية صعوبات في إقامة النظام قبل الحرب. في سنة واحدة؛ قام رجال قبائل القشقاي، الأقوى في جنوب بلاد فارس، بتحدي الحاكم العام وداهموا فارس كما فعل رجال قبائل بوير أحمد. داهم رجال قبائل الخمسة طرق القوافل في محافظة كرمان. وقامت قبائل أخرى بمداهمة محافظات فارس أو يزد أو كرمان من وقت لآخر. وقد وطد الدرك الذي تسيطر عليه الحكومة نفسه تدريجيًا، وإن لم يكن كليًا، وأشرك عددًا من رجال القبائل. وشيدت السلطات مواقع على طول الطرق التي سلكتها عند اندلاع الحرب.
احتفظت روسيا بقوات في شمال بلاد فارس. واحتل الروس، بناء على أسباب أمنية لحالة المسيحيين الأرمن والآشوريين في بلاد فارس، عددًا من المدن. احتلت تبريز في عام 1909. واحتلت أورميا وخوي في عام 1910. وقد مكّن هذا الإجراء الروس ليس فقط من السيطرة على بلاد فارس، ولكن أيضًا من تأمين الطريق من رأس السكك الحديدية في جولفا إلى مقاطعة فان التابعة للدولة العثمانية عبر خوي.
في 28 يوليو 1914، بدأت الحرب العالمية الأولى. أولًا، لم تتخذ الدولة العثمانية أي إجراء جدي. ومع ذلك، بدأ أمن المنطقة في الانحدار حتى قبل الصراعات الروسية العثمانية. وبدأت الاضطرابات على طول الحدود. وقام رجال قبائل أكراد بشن هجوم ملحوظ على أورميا، ظاهريًا. وفي نفس الوقت تقريبًا أغلق الروس القنصليات العثمانية في أورميا وتبريز وخوي، وطردوا الأكراد وغيرهم من المسلمين السنة من القرى القريبة من أورميا. وفي الوقت نفسه، أعطيت الأسلحة لبعض المسيحيين الأرمن والآشوريين. ووزعت السلطات الروسية 000 24 بندقية على بعض رجال القبائل الأكراد الذين انحازوا إليها في بلاد فارس ومقاطعة فان. بدأت الصراعات الروسية العثمانية مع هجوم بيرخمان في 2 نوفمبر 1914.

### 1914
في ديسمبر 1914، أمر الجنرال ميشلايفسكي بالانسحاب من بلاد فارس في ذروة معركة ساريقاميش. وانتشر لواء واحد فقط من القوات الروسية تحت قيادة الجنرال الأرمني نزاربيكوف وكتيبة واحدة من المتطوعين الأرمن في جميع أنحاء سلماست وأورميا. واقتصرت المناوشات على الحدود مع شمال بلاد فارس. وأبقاهم وجود وحدات الفرسان الروسية صامتين. أنشأ أنور فرقة واحدة من قوات المجندين في القسطنطينية في 25 ديسمبر. سُلّمت هذه الوحدة تحت قيادة خليل بك. وبينما كانت قوات خليل بك تستعد للعملية، كانت مجموعة صغيرة قد عبرت الحدود الفارسية بالفعل. بعد صد هجوم روسي تجاه فان، طاردت فرقة فان الدرك بقيادة الرائد فريد، وهو تشكيل شبه عسكري مجهز تجهيزًا خفيفًا، العدو إلى بلاد فارس.
في 14 ديسمبر 1914، احتلت فرقة فان جندارما مدينة قطور. وانتقلت في وقت لاحق نحو خوي. كان من المفترض أن تبقي هذا الممر مفتوحًا لكاظم بك (القوة الاستطلاعية الخامسة) ووحدات خليل بك (القوة الاستطلاعية الأولى) الذين كانوا يتحركون نحو تبريز من رأس الجسر الذي أنشئ في قطور. ومع ذلك، فإن معركة ساريقاميش استنفدت القوات العثمانية وكانت هناك حاجة إلى هذه القوات لتُنشر في بلاد فارس في مكان آخر. في 10 يناير، جرى تغيير مسار القوة الاستطلاعية الخامسة، التي كانت في طريقها إلى بلاد فارس، شمالًا إلى الجيش الثالث وسرعان ما تبعتها القوة الاستطلاعية الأولى.

## انظر ايضاً
- المجاعة الكبرى في ايران